# Cultura arqueológica

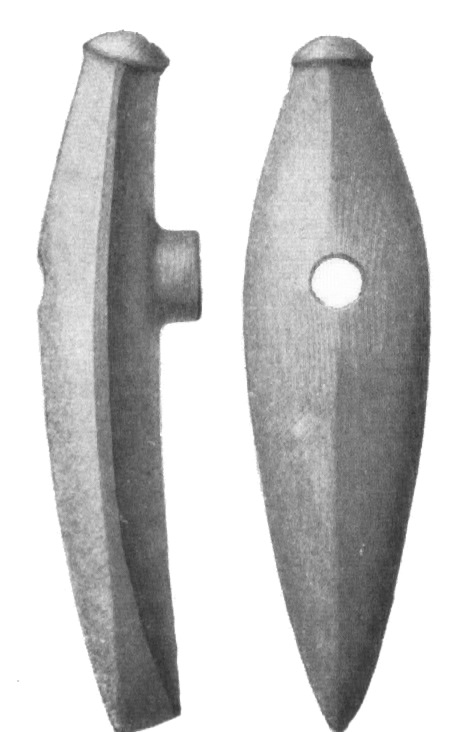
Machado de guerra com a forma de bote, de Närke (Suécia); a "cultura do machado de guerra" ou "cultura do machado com a forma de bote", na Suécia e Noruega, apareceu por volta de 2 800 a.C. e é reconhecida em cerca de 3 000 túmulos de Escânia até Trøndelag e Uplândia.

Uma cultura arqueológica ou cultura material é um conjunto de artefatos, construções e indústrias de um período e região em específico, que podem constituir a cultura material de uma sociedade humana do passado em particular. Esses artefactos podem ter sido encontrados ou já estarem inventariados anteriormente.
Uma corrente dentro da arqueologia dá uma grande primazia aos "objetos concretos e materiais", enquanto uma outra corrente procura relacionar esses objetos com aspectos religiosos, estéticos e até étnicos.
Para superar os obstáculos do meio ambiente, o ser humano, desde os primórdios, criou diversos utensílios e implementos, aproveitando matérias-primas encontradas na natureza. Com o desenvolvimento das diversas culturas e sociedades, foram sendo elaboradas formas que, além de úteis, fossem consideradas belas, com acabamento que proporcionasse satisfação ao usuário e ao observador. Tudo isso refletia (e reflete) o modo de pensar e os valores de cada cultura e cada sociedade.

## Algumas culturas arqueológicas

Mapa de culturas arqueológicas europeias durante o Período Neolítico, por volta de

- Cultura de Cherniacove
- Cultura de Przeworsk
- Cultura de La Tène
- Cultura megalítica da Europa
- Cultura Dorset
- Neolítico Saarano
- Cultura de Çayönü
- Cultura de Hongshan
- Cultura da cerâmica cordada
- Cultura da cerâmica cardial
- Cultura de Quieve
- Cultura de Badari
- Cultura do Vaso Campaniforme
- Cultura dos Túmulos
- Cultura dos túmulos de poço
- Cultura dos Campos de Urnas